# Riu Petxora

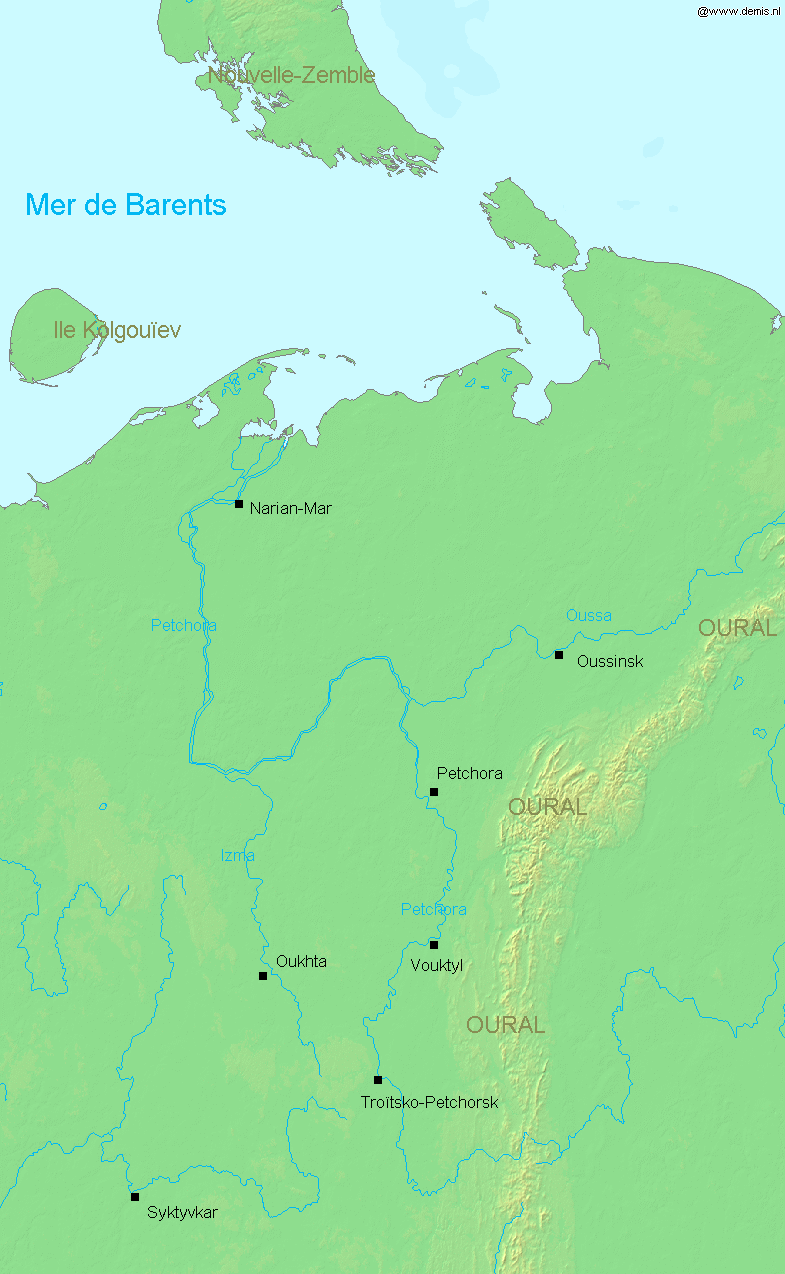
Conca del riu Petxora

El riu Petxora (en rus: Печо́ра; en komi: Печӧра; en nenets: Санэроˮ яха) és un riu del nord-oest de Rússia que desemboca al mar de Petxora, a l'oceà Àrtic, a l'oest de les muntanyes dels Urals. En gran part es troba a la república de Komi però la part més septentrional discorre pel districte autònom dels Nenets. Té una longitud de 1.809 km, amb una conca de drenatge de 322.000 km². Pel seu cabal, 4.515 m³/s, és el tercer riu d'Europa després del Volga i el Danubi. S'hi troba el centre miner de Vorkutà. És una important via de transport, especialment cap al nord-oest de Sibèria.

## Geografia
Neix als Urals septentrionals, passa per les localitats d'Ust-Usa i Ust-Tsilma i desemboca, formant un delta ample, a la badia del Petxora i posteriorment al mar de Petxora (també conegut com a golf de Petxora). A la seva conca, hi ha reserves d'hulla (Vorkutà) i de petroli (Kojva, Ukhtà), explotades al complex industrial de Timan-Petxora.
Els principals afluents són:
- Per la dreta:

- Ílitx (Илыч, Ылыч), amb una longitud de 411 km, un cabal de 177 m³/s i una conca de 16.000 km²;
- Sxúgor (Щугор) o Sxúguir (Щугырь), amb una longitud de 300 km, un cabal de 252 m³/s i una conca de 9.660 km²;
- Ussà (Уса) o Usva (Усва), amb una longitud de 565 km, un cabal de 1.310 m³/s i una conca de 93.600 km²;
- Iorsa (Ёрса) o Iorga (Ёрга), amb una longitud de 206 km i una conca de 2.520 km²;
- Laia (Лая), amb una longitud de 332 km i una conca de 9.530 km²;
- Xàpkina (Шапкина) o Pilvoriaga (Пильворъяга), amb una longitud de 499 km, un cabal de 582 m³/s i una conca de 6.570 km².

- Per l'esquerra:

- Sévernaia Milva (Северная Мылва) o Voiviv Milva (Войвыв Мылва), amb una longitud de 213 km, un cabal de 29,5 m³/s i una conca de 5.970 km²;
- Kojva (Кожва) o Kovja (Ковжа), amb una longitud de 194 km i una conca de 9.560 km²;
- Lija (Лыжа), amb una longitud de 223 km i una conca de 6.620 km²;
- Ijma (Ижма) o Izva (Изьва), amb una longitud de 531 km, un cabal de 317 m³/s i una conca de 31.000 km²;
- Tsilma (Цильма), amb una longitud de 374 km, un cabal de 228 m³/s i una conca de 21.500 km²;
- Pijma (Пижма), amb una longitud de 389 km, un cabal de 55 m³/s i una conca de 5.470 km²;
- Véliu (Велью) o Vel (Вель), amb una longitud de 173 km i una conca de 4.110 km²;
- Lémiu (Лемъю) o Lema (Лема), amb una longitud de 197 km i una conca de 4.310 km²;
- Únia (Унья), amb una longitud de 163 km, un cabal de 45 m³/s una conca de 2.890 km²;
- Sula (Сула), amb una longitud de 353 km, un cabal de 92 m³/s una conca de 10.400 km².

La conca del Petxora està emmarcada per dues serralades d'edat primària que formen una V i que estan connectades per un llindar de dipòsits glacials: a l'oest la serralada de Timan (200-300 m) i a l'est la serralada dels Urals (1000 a 1800 m). La pròpia conca està coberta per dipòsits del Quaternari que prenen prestats la majoria dels seus elements de les roques del Paleozoic de la regió.

### Al llarg del Petxora
El riu neix a les muntanyes Ural, a l'angle sud-est de la República de Komi. Aquesta zona forma part de la Reserva Natural de Petxora-Ilych. A l'altra banda dels Urals hi ha la capçalera de la Sosva del Nord. El riu flueix cap al sud, després cap a l'oest i gira cap al nord prop de Yaksha, que és el cap de navegació de les embarcacions petites. Un portatge conduïa cap al sud fins a la conca de Kama. A l'est hi ha el Vitxegda superior, un afluent de la Dvina del Nord. El riu passa per Komsomolsk-na-Pechore fins a Ust-Ilych, on el Ilych s'uneix des de l'est, després al nord-oest fins a Troitsko-Petxorsk (1359 km des de la desembocadura), al nord fins a Vuktil i Ust-Shchuger, on el Shchugor s'uneix des de l'est. A continuació, el riu flueix al nord fins a la ciutat de Petxora, on es creua el ferrocarril de Vorkuta, després al nord fins a Ust-Usa, on els EUA s'uneixen des de l'est (els Estats Units van ser una vegada una ruta fluvial important cap a Sibèria). Aleshores, la Petxora es corba al nord-oest, a l'oest i a l'oest al sud-oest. L’Izhma s'uneix des del sud. Després flueix més a l'oest fins a Ust-Tsilma (425 km des de la desembocadura) on el Pizhma s'uneix des del sud-oest i el Tsilma s'uneix des de l'oest. Abans dels temps moderns, la gent viatjava per la Tsilma i portava al Pioza per arribar al Mar Blanc. Aleshores, el Petxora gira cap al nord i travessa el cercle polar àrtic i la frontera del Nenets Okrug; Pustozyorsk; Narian-Mar, la capital dels Nenets i un port a la capçalera del delta de Petxora; Badia de Petxora; mar de Petxora; i finalment el mar de Barentsz.

## Hidrologia
El cabal mitjà mensual del riu es va registrar entre 1981 i 1993 al poble d’Oksino, situat 141 km aigües amunt de la desembocadura. Els valors es presenten al diagrama següent (unitats mètriques, m3 /s).
Cabals del Petxora a diferents punts del seu curs:
| Localitat                                               | Distància des de la desembocadura (km) | Zona de captació km² | mòdul (hidrologia) (m³/s) | nivell de l'aigua (mm) |
| ------------------------------------------------------- | -------------------------------------- | -------------------- | ------------------------- | ---------------------- |
| Troïtsko-Petxorsk62° 43′ N, 56° 13′ E / 62.72°N,56.22°E | 1359                                   | 35600                | 530                       | 470                    |
| Oust-Chougor64° 16′ N, 57° 37′ E / 64.27°N,57.62°E      | 1036                                   | 67500                | 1067                      | 499                    |
| Moutny Materik65° 57′ N, 55° 10′ E / 65.95°N,55.17°E    | 610                                    | 205000               | 3146                      | 484                    |
| Oust-Tsilma65° 25′ N, 52° 17′ E / 65.42°N,52.28°E       | 425                                    | 248000               | 3440                      | 431                    |
| Oksino67° 38′ N, 52° 11′ E / 67.63°N,52.18°E            | 141                                    | 312000               | 4379                      | 485                    |

## Projectes de canals al riu Kama
Abans de l'arribada del ferrocarril al Petxora, una manera important de viatjar a la regió era a través d'una carretera de porteig, des de Txerdin a la conca de Kama fins a Yaksha al Petxora.
La construcció del «Canal Petxora-Kama-Kama-Petxora» havia de connectar les conques del Petxora i del Kama-Kama. La realització d'aquest projecte hauria permès la integració del Petxora al Sistema unificat d'aigües profundes de la part europea de Rússia. Posteriorment, el projecte es va destinar principalment a transvasar les aigües del Petxora al Kama i, posteriorment, al Volga i al Mar Caspi.
El canal entre el Petxora i el Kama formava part d'un pla de reconstrucció i desenvolupament del Volga, aprovat el novembre de 1933 en una conferència especial a l'Acadèmia de Ciències de l'URSS. Les investigacions en aquest sentit van ser dutes a terme el Projecte Hidroelèctric sota la direcció de Sergei Yakovlevich Zhuk. Els plans per al canal van cobrar nova vida en 1961, durant el regnat de Nikita Khrusxov. El canal va passar a formar part d'un pla encara més grandiós: el Gir dels rius siberians.
El 23 de març de 1971, sota terra prop del llogaret Vasjukovo (Perm Krai) Vasjukovo del Districte Cherdynsky Districte Cherdynsky de l'Óblast de Perm, a uns 100 km al nord de la ciutat de Krasnovishersk, es van detonar tres càrregues nuclears de 15 quilotones. Aquestes explosions nuclears d'enginyeria de prova, conegudes com a projecte Taiga, formaven part d'una sèrie d'explosions nuclears pacífiques a l'URSS i pretenien demostrar l'ús d'explosions nuclears per a la construcció de canals. La triple explosió va crear un cràter allargat de 600×380 metres. Posteriorment, es va decidir que no era possible construir el canal d'aquesta manera, ja que s'haurien necessitat centenars d'explosions nuclears, i es va abandonar l'opció nuclear per crear l'excavació del canal.
El govern de l'URSS va abandonar per complet el gir dels Rius del Nord el 1986.

## Referència literària
La Petxora va ser la font del nom de Petxorin, protagonista de la novel·la de 1839’‘Un heroi del nostre temps de Mikhaïl Lérmontov, una obra coneguda de la literatura russa.

## Mapes

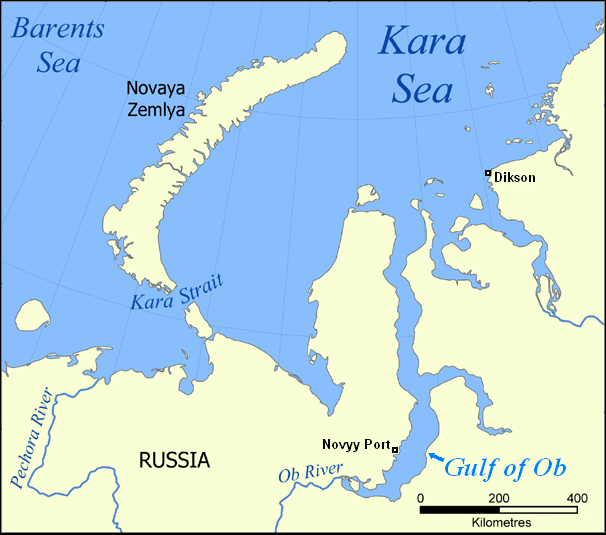
El Petxora (a baix a l'esquerra) en un mapa del golf de l'Obi
Mapa de la conca hidrogràfica del Petxora
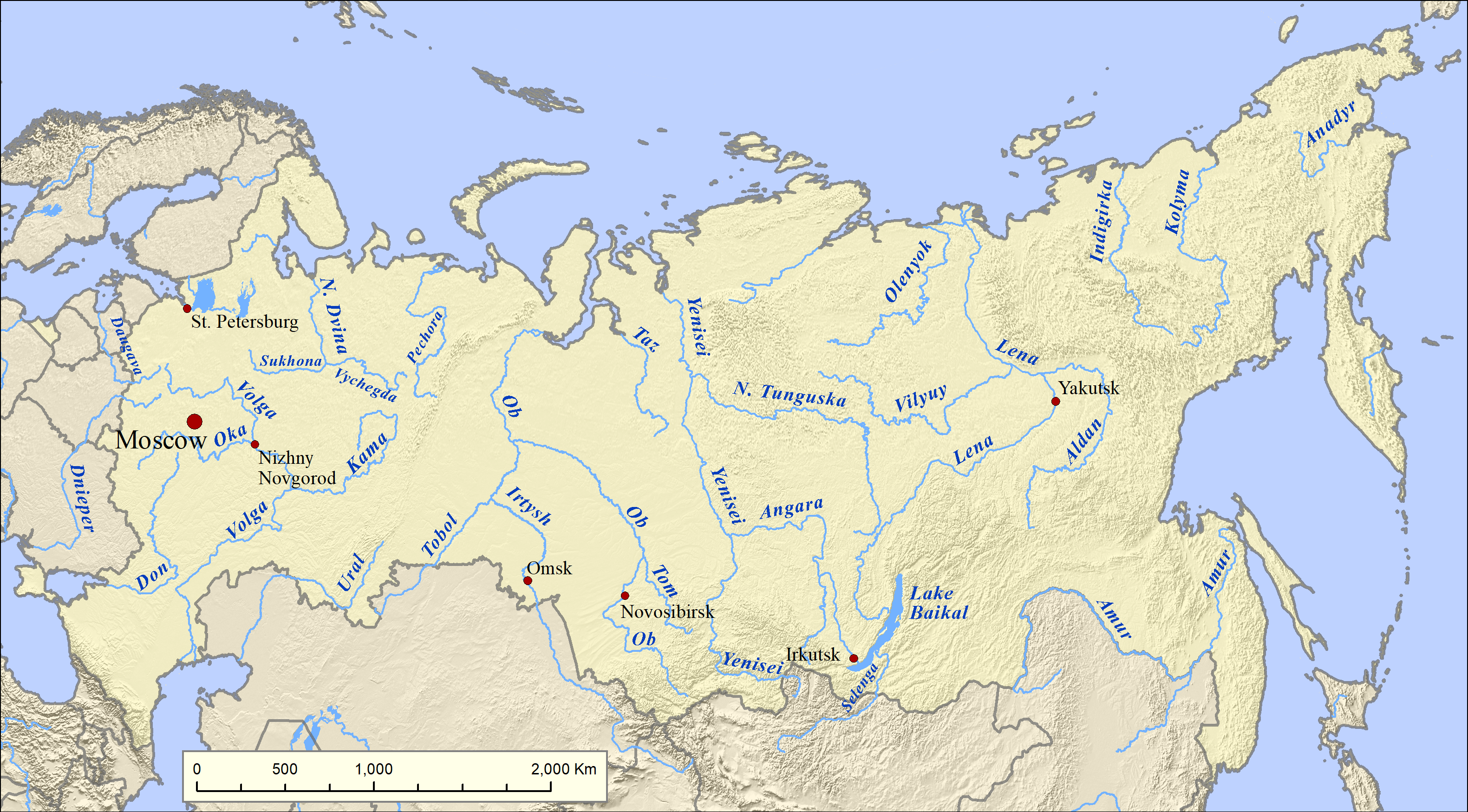
El Petxora (a dalt a l'esquerra) en un mapa dels rius russos

Al segon mapa es poden llegir els noms de tres ciutats en el seu curs: Vuktyl (Вукты́л), Petxora (Печора) i Narian-Mar (Нарьян-Мар ).

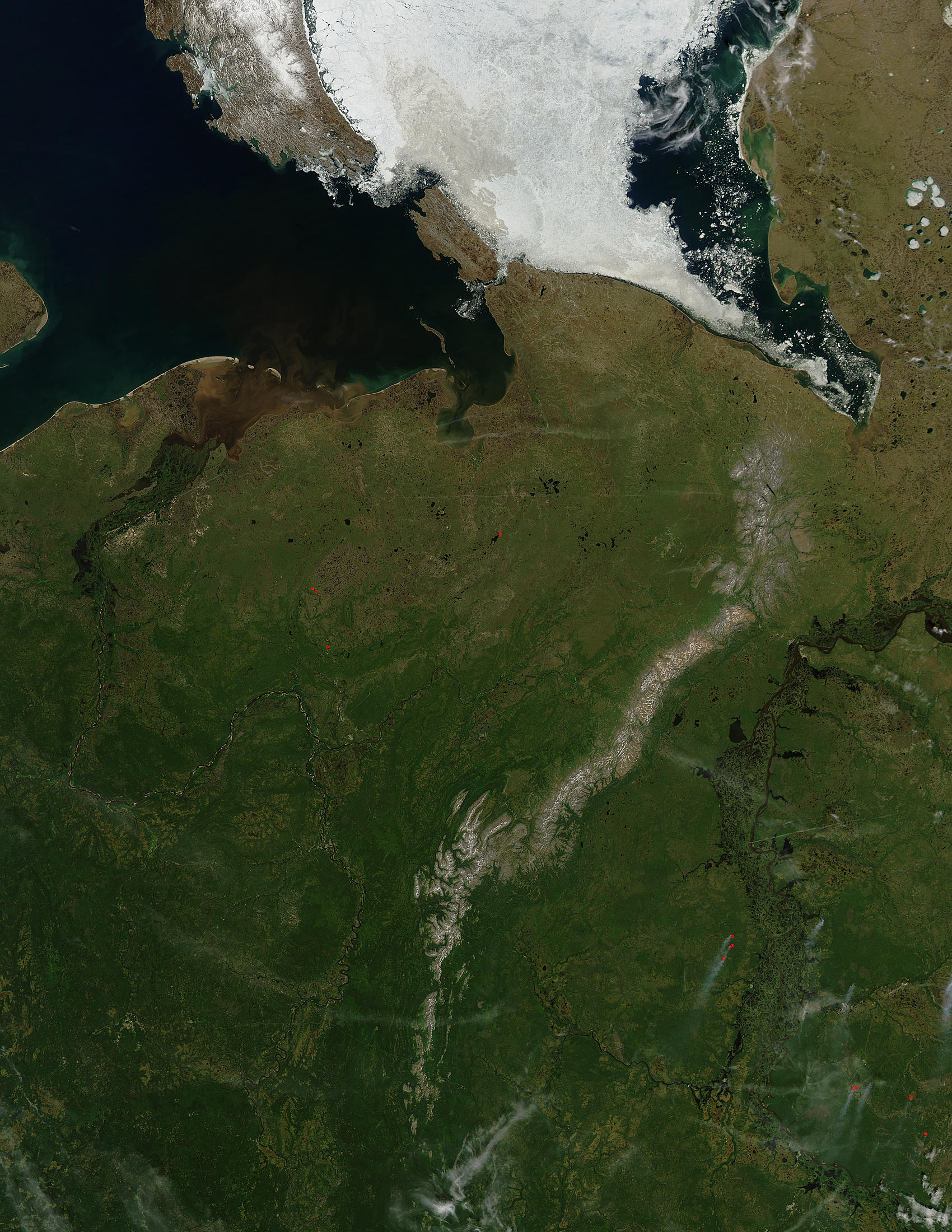
El riu Petxora, en una vista des de satèl·lit. Es veuen les Muntanyes Urals en color clar, i part del riu Ob.

## Bibliografiа addicional
- Pechora in the Great Soviet Encyclopedia
- T. Tuuisku, Transition Period in the Nenets Autonomous Okrug: Changing and Unchanging Life of Nenets People. First published in: ed. E. Kasten, People and the Land: Pathways to Reform in Post-Soviet Siberia, 2002, p. 189–205. Berlin: Deitrich Reimer Verlag
- The Norwegian Barents Secretariat – Barents Monitoring, Nenets Autonomous Okrug, First Quarter, 2009
- Salve Dahle (2004) Benthic fauna in the Pechora Sea. In: Oslo Database. Norwegian Polar Institute; Polar Environmental Centre; Akvaplan-niva, Tromsø, Norway, 10 setembre 2004
- Benthic fauna:
- C. Michael Hogan (2008) Polar Bear: Ursus maritimus, Globaltwitcher.com, ed. Nicklas Stromberg
- Oil and Gas Resources in North-West Russia (2008)
- Плечко, Л.А.. Физкультура и спорт.  (en rus), 1985 [Consulta: 16 juliol 2023]. Arxivat 2011-09-25 a Wayback Machine.
- «Канал рек Пинега-Кулой надо восстановить» (en rus).   Russian Geographic Society, 13-02-2017.
- «Корабль дураков» (en rus). Sovershenno Sekretno, 23-10-2008. Arxivat de l'original el 10. 04. 2019. [Consulta: 16 juliol 2023].
- «Речной флот Архангельской области» (en rus).   Website of the Governor of Arkhangelsk Oblast. Arxivat de l'original el 17. 01. 2020. [Consulta: 16 juliol 2023].